# Festival international du film de Bergen
Pour les articles homonymes, voir BIFF.
Le Festival international du film de Bergen (BIFF) est un festival de cinéma qui se tient annuellement au mois d'octobre à Bergen, Norvège, depuis 2000. C'est le plus important festival norvégien quant au nombre de films présentés (150 films au programme en 2010). 

## Histoire

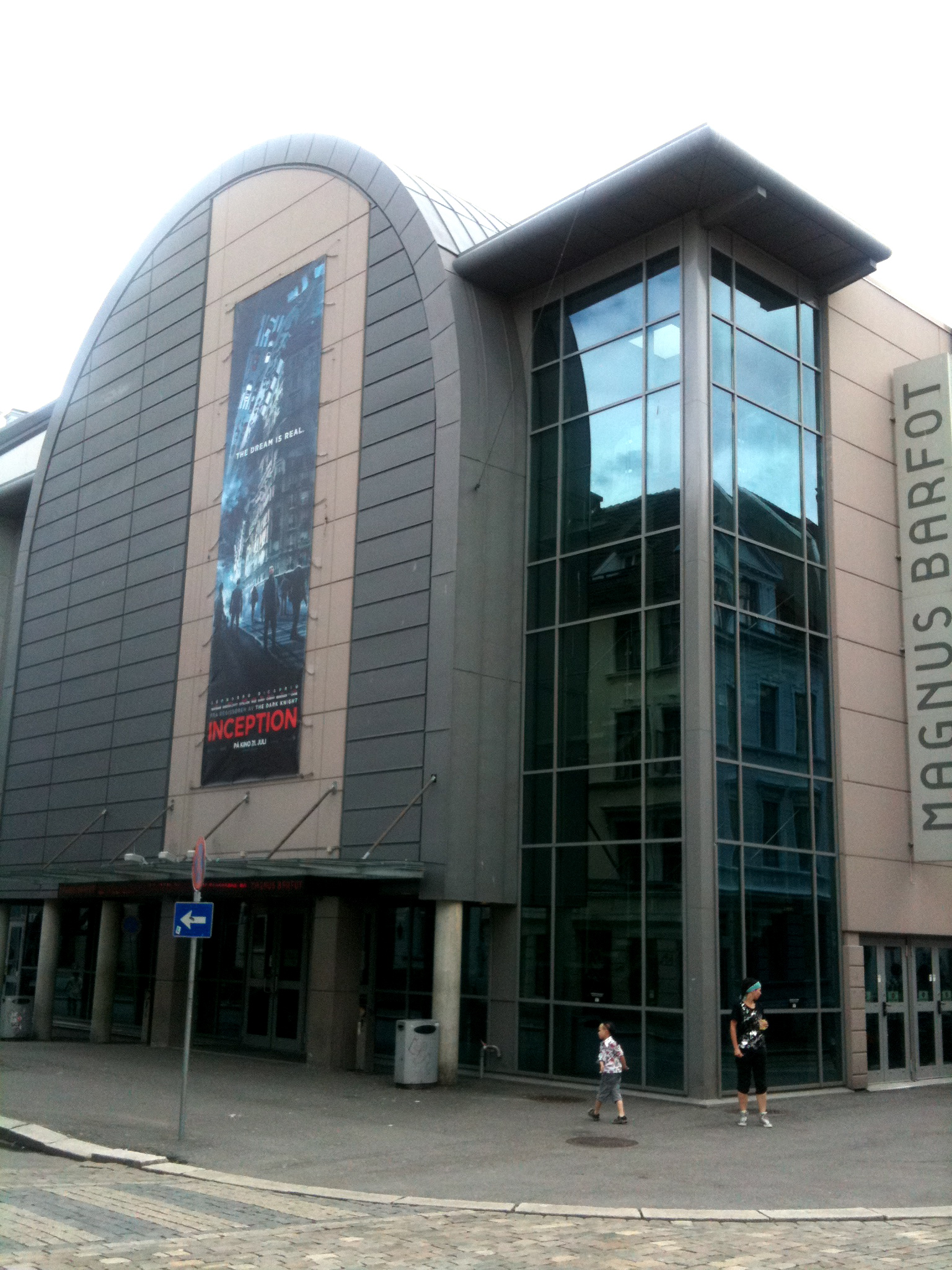
Le cinéma Magnus Barfot de Bergen, où se tient le BIFF.

En 2000, Bergen était l'une des capitales européennes de la culture et c'est à cette occasion que le festival a été créé. Avec environ 20 000 visiteurs, il a été l'un des évènements culturels ayant attiré le plus de monde durant les célébrations et a donc été conservé pour les années suivantes. Le festival a attiré de plus en plus de visiteurs au fil des ans (45 000 en 2010), devenant l'un des plus importants de Norvège.

## Programme et prix attribués
La principale récompense du festival est le Cinema Extraordinare, décerné à un film étranger par un jury de réalisateurs et critiques norvégiens. Le prix du public est le seul autre prix à être décerné depuis la création du festival. Depuis 2003, une compétition existe pour les courts-métrages norvégiens et, depuis 2004, le festival s'est également tourné vers les documentaires et deux prix leur sont remis, dont l'un par un jury de lycéens (le festival étant par ailleurs très impliqué avec les établissements scolaires locaux, proposant des projections libres de documentaires et attribuant un prix pour le meilleur film de lycéens). Le programme Checkpoint, qui existe depuis 2007, se consacre à des documentaires tournés vers l'aspect humanitaire. Enfin, le Musikalske takter est un programme de documentaires musicaux et de films de concerts, et le Vestland, Vestland propose une sélection de films réalisés dans l'ouest de la Norvège.   

## Palmarès

### 2000
- Cinema Extraordinare : Luna Papa, de Bakhtiar Khudojnazarov
- Prix du public : Tigre et Dragon, de Ang Lee

### 2001
- Cinema Extraordinare : Lagaan, de Ashutosh Gowariker
- Prix du public : L'Expérience, de Oliver Hirschbiegel

### 2002
- Cinema Extraordinare : Dog Days, de Ulrich Seidl
- Prix du public : Bowling for Columbine, de Michael Moore

### 2003
- Cinema Extraordinare : Blind Shaft, de Li Yang
- Prix du public : Kill Bill, volume 1, de Quentin Tarantino

### 2004
- Cinema Extraordinare : Mysterious Skin, de Gregg Araki
- Prix du public : Old Boy, de Park Chan-wook
- Meilleur documentaire :  The Master and His Pupil, de Sonia Herman Dolz
- Youth Jury's Documentary Award : Outfoxed, de Robert Greenwald

### 2005
- Cinema Extraordinare : Frozen Land, de Aku Louhimies
- Prix du public : Sirkel, de Aleksander Nordaas
- Meilleur documentaire : The Boys of Baraka, de Heidi Ewing et Rachel Grady
- Youth Jury's Documentary Award : Lost Children, de Oliver Stoltz

### 2006
- Cinema Extraordinare : The Minder, de Rodrigo Moreno
- Prix du public : The Queen, de Stephen Frears
- Meilleur documentaire : God Grew Tired of Us, de Christopher Dillon Quinn
- Youth Jury's Documentary Award : A Crude Awakening: The Oil Crash, de Basil Gelpke et Ray McCormack

### 2007
- Cinema Extraordinare : Lumière silencieuse, de Carlos Reygadas
- Prix du public : Fashion Victims, de Ingo Rasper
- Meilleur documentaire : Forever, de Heddy Honigmann
- Youth Jury's Documentary Award : Les Seigneurs de la mer, de Rob Stewart

### 2008
- Cinema Extraordinare : The World is Big, de Stephan Komandarev
- Prix du public : I Feel Good !, de Stephen Walker
- Meilleur documentaire : War Child, de Christian Karim Chrobog
- Youth Jury's Documentary Award : Yodok Stories, de Andrzej Fidyk

### 2009
- Cinema Extraordinare : No One's Son, de Arsen Anton Ostojić
- Prix du public : Bring Children from Streets, de Espen Faugstad et Eivind Nilsen
- Meilleur documentaire : Afghan Star, de Havana Marking
- Youth Jury's Documentary Award : The Cove, de Louie Psihoyos

### 2010
- Cinema Extraordinare : Le Quattro Volte, de Michelangelo Frammatino
- Prix du public : World Peace and Other 4th Grade Achievements, de Chris Farina
- Meilleur documentaire : Autobiografia lui Nicolae Ceauşescu, de Andrei Ujică
- Youth Jury's Documentary Award : Bogota Change, de Andreas Møl Dalsgaard

### 2016
- Meilleur documentaire : Barneraneren (no) [Le Ravisseur d'enfants] de Jon Haukeland